# Понте Марезе (Асколи Пичено)
Понте Марезе (итал. Ponte Marese) насеље је у Италији у округу Асколи Пичено, региону Марке.
Према процени из 2011. у насељу је живело 16 становника. Насеље се налази на надморској висини од 328 м.